# Rozšíření Osadníků z Katanu
Ke hře Osadníci z Katanu byla vydána následující rozšíření:
- Rozšíření pro 5-6 hráčů[1]
- Rozšíření: Námořníci[2]
- Rozšíření: Města a rytíři[3]
- Rozšíření: Osadníci Atlantis[4]
  - Atlantis
  - Události Katanu
  - V džungli
  - Sopka Katanu
  - Specialisté
  - Městské hradby
  - Hrady Katanu
  - Velká řeka
  - Přístavní mistr
  - Magická 7
- Rozšíření: Kupci a barbaři[5]
  - Přátelský lupič
  - Katan pro dva
  - Přístavní mistr
  - Události Katanu
  - Řeky Katanu
  - Rybáři Katanu
  - Velká karavana
  - Útok barbarů
  - Kupci a barbaři
- Historické scénáře I: Alexander Veliký & Cheops[6]
  - Alexandr Veliký
  - Cheops
- Historické scénáře II: Trója & Velká čínská zeď[7]
  - Trója
  - Velká čínská zeď

## Rozšíření pro 5 a 6 hráčů
Rozšíření přináší herní materiál a pravidla pro hru 5 a 6 hráčů. Od hry 3 nebo 4 hráčů se liší jen tím, že se hraje na větší ploše (šestiúhelník složený z 30 hexů pevniny obklopených mořem, jeho strany mají délku 4, 4, 3 hexy), obsahuje více akčních karet a je možné stavět i během soupeřova tahu, staví-li i on.

## Námořníci z Katanu
Přináší nová pravidla pro stavbu lodí a objevování zámořských oblastí. Herní plán se sestavuje podle zvoleného scénáře, kterých je v rozšíření 11. Hráči mohou stavět lodě, které se staví podél hran mořských hexů (tedy podobně jako silnice na souši) a stojí 1 dřevo a 1 vlnu. Lodě lze při dodržení určitých pravidel přesunovat. Kdo dosáhne pomocí lodní cesty ze své vesnice nebo města nového pobřeží, může tam postavit novou vesnici a odtamtud pokračovat silnicemi do vnitrozemí.
Hexy v zámořských oblastech bývají otočené lícem dolů. Odkryjí se a žeton s číslem se na ně umístí až tehdy, když k nim někdo postaví lodní cestu.
Dalším novým prvkem je hex s novou krajinou zvaný „Zlatonosná řeka“. Když padne jeho číslo, mohou si všichni hráči, kteří u něj mají vesnici či město, vzít libovolnou surovinu.
Dalším prvkem je pirát – černá loď, která na začátku stojí na libovolném mořském hexu. Komu padne 7 nebo vyloží rytíře, může namísto zloděje přesunout piráta a vzít jednu surovinu hráči, který má loď u pirátova nového pole. Na poli, na němž je pirát, nelze stavět lodě ani z něj nelze lodě přesunovat.

## Města a rytíři
Přináší rozšířená pravidla pro výstavbu měst a boj s hordami barbarů.
Hráči házejí třemi kostkami: červená a bílá, což jsou obyčejné šestistěnné hrací kostky, a událostní, na jejichž stěnách jsou obrázky lodí a městských hradeb. Na začátku hry hráči namísto druhé úvodní vesnice stavějí rovnou město.
Hráči nemohou kupovat akční karty – ty jsou zde zcela nové, dělí se do tří druhů (politika, věda, obchod) a jejich získávání je zcela jiné. Mohou však stavět hradby ve městech (stojí 2 cihly), které zvyšují o 2 počet karet surovin, které hráč může držet v ruce, když na kostkách padne 7, aniž by jich musel polovinu zahodit (na začátku to je 7).
Jsou zde obsaženy tři nové suroviny, nazvané „Obchodní tovar“: mince, knihy a látka. Tyto suroviny produkují města, která jsou postavena na horách, lesích nebo pastvinách. Každé takové město produkuje jen jednu původní surovinu a k ní jeden tovar: hory produkují mince, lesy knihy a pastviny látku.
Obchodním tovarem se platí za rozšiřování měst. Město je možné rozšiřovat ve třech směrech: politika (modrá), věda (žlutá) a obchod (zelená). V každém směru je město možné rozšířit až na 5 úrovní. Hráči mají před sebou stavební kalendář, který je rozdělen do tří bloků a každý má 5 listů. Na každém listu je uvedeno, jaké rozšíření města v příslušném odvětví lze postavit a jaké suroviny jsou k tomu potřeba. Když hráč toto rozšíření postaví, otočí na další list. Rozšíření 3. úrovně přinášejí hráči určitou výhodu: cech umožňuje měnit obchodní tovar v poměru 2:1, pevnost umožňuje povyšovat silné rytíře na mocné, akvadukt umožňuje získat jednu libovolnou surovinu v případě, že hráč při rozdělování surovin žádnou nedostane. Rozšíření 4. úrovně (banka, katedrála nebo divadlo) umožňuje jedno ze svých měst proměnit v metropoli, která je za 4 body místo dvou. Tu však poté převezme hráč, který v tomto oboru postaví rozšíření 5. úrovně.
Padne-li na událostní kostce městská hradba, hráči mohou získat akční karty (ty na rozdíl od základní sady nelze kupovat). Hráč musí mít postaveno aspoň jedno rozšíření města v odvětví, jehož barvu má hradba, která padla. Je-li na listu jeho stavebního kalendáře v příslušném odvětví uvedeno číslo, které padlo na červené kostce (na první úrovni jsou tam 2 čísla, na každé další o jednu více), vezme si akční kartu barvy tohoto odvětví. Každý hráč může mít nejvýše čtyři akční karty, ale smí je zahrát hned, jak je obdrží, pokud je na tahu.
Dalším rozšířením jsou rytíři. Ti se dělí do tří úrovní: jednoduší, silní a mocní. Jeden jednoduchý rytíř stojí 1 kámen a 1 vlnu. Po zakoupení hráč umístí žeton rytíře pasívní stranou nahoru na roh hexů, kam vede aspoň jedna jeho silnice. Jiní hráči na tomto místě nemohou stavět a pokud tím místem vede jejich silnice, je roztržena na dvě části. Jednoduchý rytíř může být za cenu 1 kamene a 1 vlny povýšen na silného a silný pak na mocného, ale to už jen tehdy, má-li hráč postavenou pevnost (rozšíření města v politice 3. úrovně).
Rytíři mohou provádět různé akce (přesun, vyhnání cizího rytíře, vyhnání zloděje), ale k tomu musí být napřed aktivováni za cenu 1 obilí. Po aktivaci se žeton otočí aktivní stranou nahoru, provede se příslušná akce a žeton se opět otočí pasívní stranou nahoru.
Ke Katanu se navíc blíží loď barbarů. Ta se na začátku hry postaví na mořský hex, na němž je vyznačena jejich cesta. Když na událostní kostce padne symbol lodě, loď se posune o jedno políčko. Jakmile se dostane na políčko se sekyrou, zaútočí na Katan. Vypočítá se síla barbarů (ta je rovna počtu všech měst na Katanu dohromady) a je-li vyšší než síla všech aktivních rytířů na Katanu (jednoduchý 1, silný 2, mocný 3), barbaři vyhráli a poškodí hráče, který přispěl k boji nejslabší armádou: ten musí jedno své město ponížit zpět na vesnici. Naopak vyhrají-li rytíři, hráč, který přispěl nejsilnější armádou, získá kartu „Zachránce Katanu“ za 1 bod. Je-li hráčů s nejsilnější armádou více, nezískávají tuto kartu, ale vezmou si jednu akční kartu libovolného druhu.
Hraje se do získání 13 bodů.

## Atlantis
Přináší 10 nových scénářů, které je možné hrát spolu se základní hrou, některé i s rozšířením Města a rytíři. Scénáře přinášejí do hry následující pravidla:
- Atlantis – při každém hodu, kdy padne číslo pobřežní krajiny, se na její hex položí žeton rozbouřeného moře (Katan se potápí do moře). Když je na hexu pět těchto žetonů, neprodukuje už nic a všechna města, vesnice a cesty u něj jsou zničeny.
- Události Katanu – namísto házení kostkami se otáčejí karty s čísly 2 až 12, která jsou na nich rozložena se stejnou četností, s jakou pravděpodobností padají při hodu kostkami. Přibližně na polovině karet je navíc uvedena událost, která se vykoná na začátku tahu.
- V džungli – jedna pastvina je nahrazena hexem džungle, z něhož se namísto surovin získávají žetony objevů, kterými lze nahrazovat suroviny při nákupu akčních karet.
- Sopka Katanu – namísto pouště se na hrací plán pokládá hex se sopkou, jehož rohy jsou označeny čísly 1 až 6. Tento hex se aktivuje, kdykoli padne 5. Vesnice u tohoto hexu produkují libovolnou surovinu (města dvě libovolné suroviny), ale pak se hodí jednou kostkou a vesnice, která stojí v rohu, jehož číslo padlo, je zničena (město poníženo na vesnici).
- Specialisté – pro každý z pěti typů pevninových hexů je ve hře karta specialisty. O jejím získání rozhoduje počet bodů specialisty, které přinášejí vesnice (1 bod) a města (2 body) postavené u hexů příslušného typu. Kdo má pro tento typ krajiny nejvíce bodů (nejméně 4), získá tuto kartu. Karta specialisty je za 1 bod a při každém hodu kostkami přináší jednu surovinu svého typu. Získá-li někdo 4 karty specialistů, okamžitě vítězí.
- Městské hradby – přináší městské hradby, které fungují stejně jako v rozšíření Města a rytíři: za 2 cihly lze postavit hradby kolem svého města. Když pak padne 7, hráč může za každé hradby mít na ruce o 2 suroviny víc, aniž by musel zahazovat. Jeden hráč může mít nanejvýše 3 hradby.
- Hrady Katanu – za 2 karty rytířů hráč může postavit na jednom hexu hrad a na tento hex pak nelze přesunout zloděje.
- Velká řeka – na ploše jsou tři hexy s řekou, z nichž dvě produkují libovolnou surovinu (jako Zlatonosná řeka v rozšíření Námořníci z Katanu), třetí je bažina, která nahrazuje poušť. Za vesnici nebo cestu postavenou na hexu s řekou hráč dostává jeden žeton zlata, na hexu s bažinou pak dva žetony zlata. Tři žetony zlata přinášejí 1 bod.
- Přístavní mistr – kdo má 3 vesnice anebo 1 vesnici a 1 město v přístavu, získává kartu „Přístavní mistr“ za 2 body. Jakmile jiný hráč postaví více přístavů, kartu převezme on.
- Magická 7 – na ploše je hex s magickým hradem. Kdo u něj má vesnici nebo město, vezme si zdarma akční kartu vždy, když na kostkách padne kombinace 1 a 6.

## Kupci a barbaři
Toto rozšíření přináší do hry 4 nové varianty pravidel, z nichž dvě jsou převzaty z rozšíření Atlantis, a 5 scénářů, z nichž některé byly publikovány již dříve jako malá rozšíření. Je možné hrát současně libovolnou kombinaci variant pravidel a jediný scénář.

### Varianty pravidel
- Přátelský lupič – jednoduchá varianta, spočívající v jediném pravidlu: zloděje je zakázáno přesunout na hex, u něhož má vesnici nebo město hráč, který má jen 2 body (popř. méně, což je možné jen vinou nějakého rozšiřujícího pravidla, protože na začátku běžné hry má každý hráč 2 vesnice). Kdyby podle tohoto pravidla nebylo možné zloděje přesunout nikam, přesune se na poušť. Suroviny lze pak vytáhnout z ruky jen hráči, který má aspoň 3 body. Toto pravidlo zabraňuje nepříjemné situaci, kdy na začátku hry zloděj na delší dobu zablokuje hráče, který ještě nic nepostavil, a ten pak dlouho nemůže nic stavět.
- Katan pro dva – úprava pravidel pro hru dvou hráčů, kterou lze hrát se všemi variantami kromě Měst a rytířů. Varianta přináší do hry dva „neutrální“ hráče, kteří stavějí vždy, když staví některý jiný hráč. Zavádí také obchodní žetony, které lze používat pro speciální akce: vyhrávajícího hráče stojí taková akce 2 žetony, druhého hráče jeden. Hráč získá obchodní žeton, když postaví vesnici u pouště nebo pobřeží anebo když obětuje rytíře.
- Přístavní mistr – převzato z rozšíření Atlantis.
- Události Katanu – převzato z rozšíření Atlantis.

### Scénáře
- Řeky Katanu – podobá se variantě Velká řeka v rozšíření Atlantis. Na ploše je 7 hexů se dvěma řekami (jedna vede přes 3 hexy, druhá přes 4). Kdo postaví vesnici nebo cestu u řeky, získá zlatou minci. Přes řeky lze stavět mosty, které přinášejí 3 mince a považují se za součást cesty. Za mince lze nakupovat suroviny. Nejbohatší osadník (hráč, který má nejvíce zlaťáků – nepřiděluje se při remíze) získává 1 bod navíc, nejchudší naopak 2 body ztrácí.
- Rybáři Katanu – přidává možnost lovit ryby na šesti pobřežních hexech a v jezeře, které nahrazuje poušť. Když padne jejich číslo, hráči s vesnicí nebo městem u nich si náhodně vytáhnou žeton, který může obsahovat několik ryb nebo starou botu. Ulovené ryby lze vyměňovat za suroviny, akční karty, cesty nebo surovinu náhodně vytaženou od soupeře. Kdo vyloví starou botu, potřebuje k vítězství o 1 bod více. Může ji však věnovat soupeři s větším počtem bodů.
- Velká karavana – z pouštní oázy vycházejí tři cesty pro karavany. Kdykoli je postavena vesnice nebo město, nastává dražba práva umístit na desku velblouda do karavany. Velbloudi se umisťují do tří karavan na cesty směrem od oázy a musejí navazovat na konec karavany. Jednu karavanu nelze rozvětvit, ale lze dvě nebo všechny tři karavany spojit do jedné. Cesta, u níž stojí velbloud, se při získávání karty „Nejdelší obchodní cesta“ považuje za dvojnásobnou. Za vesnici nebo město sousedící se dvěma velbloudy je 1 bod navíc.
- Útok Barbarů – Katan je napaden barbary, které musejí odrážet rytíři. Kdykoli je postavena vesnice nebo město, objeví se na pobřežních hexech tři barbaři. Jsou-li na jednom hexu tři barbaři, hex nic neprodukuje, vesnice nebo města u něj nepřinášejí vítězné body a přístav u něj je nepoužitelný. Pomocí akčních karet, které jsou v tomto scénáři jiné než v základní hře, se na hrany hexů stavějí rytíři, které pak lze přesunovat. Je-li kolem hexu více rytířů než barbarů, barbaři jsou zajati a rozdělí se mezi hráče, kterým tito rytíři patří. Při zajímání barbarů může dojít ke ztrátě rytířů – hráč, který ztratí rytíře, za něj dostane zlato, které lze používat k nákupu surovin. Za každé dva zajaté barbary je 1 bod.
- Kupci a Barbaři – ve hře jsou tři obchodní hexy: sklárna, lom a hrad. Na každém je naskládán sloupek žetonů se zbožím, které je třeba převážet pomocí vozů do ostatních dvou hexů. Každý hráč má vůz, s nímž na konci svého tahu může jezdit po hranách hexů (jízda po postavených cestách je rychlejší, ale za jízdu po soupeřových cestách je nutno zaplatit) a převážet jednotlivé žetony zboží. Za převoz zboží do správného hexu hráč dostane zlato a 1 bod. Za suroviny je možné koupit vylepšení vozu, aby jezdil rychleji, lépe se bránil barbarům a dostával za dovoz zboží více zlata. Namísto zloděje jsou v tomto scénáři tři barbaři, kteří obsazují cesty a zpomalují tak vůz a zabraňují stavbě nových silnic.

## Historické scénáře
Ke hře vyšla dvě rozšíření, založená na skutečných historických událostech. Každé obsahuje dva scénáře:
- Historické scénáře I: Alexander Veliký & Cheops
- Historické scénáře II: Trója & Velká čínská zeď

Všechny se hrají na pevné hrací desce, která odráží skutečnou oblast, v níž se příslušná událost odehrála.

### Historické scénáře I: Alexandr Veliký
Rozšíření zobrazuje tažení Alexandra Velikého proti Persii v letech 334 př. n. l. – 324 př. n. l. Hráči se stávají jeho poradci, kteří mu poskytují pomoc a podporu. Hrací deska představuje oblast starověké Makedonie mezi Černým, Středozemním, Kaspickým a Rudým mořem a Indickým oceánem. Kromě pěti surovin ze základní hry se v tomto scénáři těží i zlato stejným způsobem, jako ostatní suroviny. Zlatem se dá platit při dražbě jakékoli události a je možné s ním obchodovat jako s kteroukoli jinou surovinou, ale nemůže ho ukrást zloděj.
Hráči na začátku hry nemají žádné vesnice ani suroviny, ale na začátku každého kola si každý hráč vezme jednu náhodnou surovinu z balíčku surovin, dokud balíček není rozebrán.
Na desce je vyznačena cesta, po níž se pohybuje figurka Alexandra. Na rozích hexů na této cestě jsou chrámy a políčka událostí, na která se náhodně položí žetony událostí. Kdykoli Alexandr přejde přes chrám nebo přes nějakou událost, hráči konají dražbu o právo pomoci Alexandrovi. V dražbě mohou platit surovinami, které tato událost vyžaduje, zlatem anebo kartami rytířů, které se počítají za 3 suroviny. Vyhraje hráč, který nabídne nejvíce surovin. Ten si buď (pokud Alexandr přešel přes chrám) postaví vesnici na místě chrámu, anebo si vezme příslušný žeton události.
Hráči s největším počtem žetonů události (musí mít aspoň 3) získávají po řadě kartu Prvního poradce (4 body), Druhého poradce (3 body) a Třetího poradce (2 body).
Hra končí, když některý hráč dosáhne 14 bodů nebo když Alexandr dokončí své tažení (v takovém případě vítězí hráč s nejvyšším počtem bodů, při shodě rozhoduje počet žetonů události).

### Historické scénáře I: Cheops
Rozšíření se odehrává ve starověkém Egyptě. Hráči se ujímají role egyptských šlechtických rodů, jejichž úkolem je kromě rozvíjení své kolonie postavit faraónovi pyramidu. Hrací deska zobrazuje starověký Egypt na březích řeky Nil spolu s oblastí středního Východu. Na začátku hry každý hráč staví 3 vesnice, které však musí ležet u břehů Nilu. To znamená, že se hráči budou potýkat s nedostatkem dřeva a kamene, protože hexy produkující tyto suroviny leží daleko od Nilu – dřevo v Palestině, kámen za Rudým mořem. Tak tomu bylo i ve skutečném starověkém Egyptě, který dovážel dřevo a kov z těchto míst.
Podobně jako v rozšíření Námořníci, lze i zde za 1 dřevo a 1 vlnu stavět lodě, které se používají k překonání Nilu nebo Rudého moře. Na rozdíl od tohoto rozšíření však lodě mohou navazovat na silnice a nelze je po postavení přemisťovat.
Kromě pěti surovin ze základní hry se v tomto scénáři těží stejným způsobem i zlato, které lze vyměňovat za jiné suroviny v poměru 4:1 (resp. 3:1 po postavení přístavu). Za zaplacení 1 zlata hráč může použít cizí přístav, pokud k němu vede cesta od nějaké jeho vesnice nebo města.
Kromě měst a vesnic hráči v tomto scénáři stavějí i pyramidu. Každý hráč, který má vesnici nebo město u staveniště, může za 1 cihlu a 1 kámen přidat svůj stavební kámen do pyramidy. Za zaplacení 1 zlata může hráč využít cizí vesnici nebo město u staveniště, pokud k ní vede cesta z jeho vesnice nebo města. Po začátku výstavby, kdykoli na kostkách padne 7, je přidán jeden stavební kámen faraóna. Pyramidu tvoří celkem 30 kamenů ve 4 úrovních tvořených odspoda 16, 9, 4 a 1 kamenem. Hráč, který položil do pyramidy nejvíce stavebních kamenů, získává kartu „Faraónovo požehnání“ za 3 body. Všichni hráči, kteří položili nejméně kamenů, získávají kartu „Faraónova kletba“ za -2 body.
Hra končí, když někdo získá 12 bodů, nebo pyramida je dostavěna, nebo faraón položil poslední ze svých 16 stavebních kamenů.

### Historické scénáře II: Trója
Toto rozšíření je určeno pouze pro 4 nebo 6 hráčů. Odehrává se ve starověkém Řecku a zobrazuje válku mezi Trójou a Mykénami.
Každý hráč si vylosuje jedno z těchto dvou měst, které bude tajně podporovat. Kdykoli ve svém kole může položit jednu až tři suroviny do zásobovací řady. Za to dostane 1 obchodní bod (bez ohledu na počet položených surovin). Jakmile je v zásobovací řadě stanovený počet karet (10 nebo 13 podle počtu hráčů), zamíchají se a vytáhne se z nich 7 nebo 9 karet, které rozhodnou bitvu. Vítězí město, které má v těchto kartách více svých surovin: Trója má ovce a kámen, Mykéby mají dřevo a vlnu. Cihly nemá nikdo. Vítězné město posune svůj ukazatel počtu vyhraných bitev. Tento ukazatel stanovuje, kolik vítězných bodů získá každý hráč, který toto město podporuje.
Kromě války mezi městy přibývá stavění lodí. Každý hráč má 7 lodí, které může ve stanoveném pořadí postavit. Loď stojí 1 vlnu, 1 dřevo a 2 obchodní body. Lodě se stavějí na mořské hexy se symbolem lodě. Hráč může postavit loď jen na hex, který sousedí s jeho vesnicí nebo městem nebo s jiným hexem s jeho lodí. Každá loď přináší určitý bonus, který je na ní zobrazen.
Namísto zloděje je v tomto rozšíření pirát, který se pohybuje po mořských hexech. Když hráč postaví loď nebo hodí 7, může ho přesunout a následně ukrást kartu hráči, který má na pirátově novém hexu loď nebo vesnici či město. Pirát ruší bonus přidávaný lodí, která stojí na jeho poli.
Hraje se do získání 15 bodů nebo do chvíle, kdy ukazatel vyhraných bitev některého města dosáhne posledního pole.

### Historické scénáře II: Velká čínská zeď
Toto rozšíření je určeno pouze pro 4 nebo 6 hráčů. Hráči se v něm stávají princi ve starověké Číně, kteří se snaží stavět Velkou čínskou zeď, aby zabránili útokům Hunů na své kolonie.
Každý hráč na začátku kromě dvou svých vesnic postaví jednu hraniční pevnost – vesnici na sekci Velké čínské zdi, kterou bude stavět. Každý hráč má k dispozici 5 úrovní zdi s 1 až 5 strážními věžemi, které může jednu po druhé stavět kolem své hraniční pevnosti.
Kdykoli někdo postaví vesnici nebo město, položí se žeton Hunů na jeden ze shromažďovacích hexů. Když padne stanovené číslo, tento žeton se přesune na útočný hex ležící hned za zdí. Jakmile počet Hunů na útočném hexu překročí počet strážních věží ve zdi, Hunové zeď překonají, sníží ji o jednu úroveň a zamoří hexy pod ní, které pak neprodukují žádné suroviny. Hráč, kterému zeď patří, získává -1 bod.
Namísto zloděje je v tomto rozšíření pirát, který se přesunuje na mořské hexy a znemožňuje používat přístav u nich. Když hráč přesune piráta, může ukrást kartu suroviny libovolnému jinému hráči.
Zahraje-li hráč kartu rytíře, může učinit dvě ze tří následujících akcí (nebo tutéž akci dvakrát):
- přesunout jeden žeton Hunů z jednoho shromažďovacího hexu na jiný
- odstranit jeden žeton Hunů, kteří překonali zeď
- přesunout piráta na jiný hex

Hraje se do získání 10 bodů. Pokud se to nikomu nepodaří do chvíle, kdy Hunové překonají zeď 5× (ve 4 hráčích) nebo 7× (v 6 hráčích), všichni hráči prohrávají.